# Kolderwolde
Kolderwolde (fryz. Kolderwâlde) – wieś położona w północnej Holandii, we Fryzji, w gminie De Fryske Marren. Do 2014 roku wieś znajdowała się na obszarze gminy Gaasterland-Sloten. W 2023 roku miejscowość liczyła 45 mieszkańców.
Wieś po raz pierwszy wzmiankowana w 1398 roku jako Kolderwout, następnie pojawia się w źródłach w 1412 roku już jako Colderwolde.